# 浄瀧寺
浄瀧寺（じょうりゅうじ）は、神奈川県横浜市神奈川区幸ヶ谷にある日蓮宗の寺院。山号は妙湖山（みょうこさん）。旧本寺は大本山池上本門寺、池上・芳師法縁。幕末には、横浜開港に伴い、境内にイギリス領事館が置かれた。

## 歴史

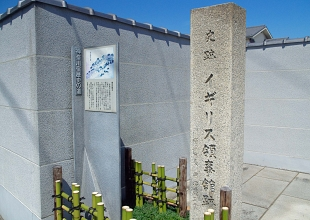
浄瀧寺　イギリス領事館跡の碑

文応元年（1260年）の創立。開山は妙湖尼。昔、滝のそばに稲荷祠があり、そこに妙湖尼の庵室があった。立正大師日蓮が安房から鎌倉へ向かう途中、妙湖尼が帰依し弟子となり、その庵室を寺に改めたと伝えられる。
戦国時代から安土桃山時代には兵火で幾度か焼失するが、江戸時代初期、青木本陣鈴木家から土地の寄進を受け現在地へ移転した。なお、江戸時代に不受不施を唱えた僧侶が退寺の際、寺宝や記録を持ち去ったため古寺歴は不明。
安政6年（1859年）7月1日に横浜が開港した際には、境内にイギリス領事館が置かれた。昭和20年（1945年）の横浜大空襲で本堂等を焼失。現在の本堂は、昭和30年（1955年）に再建された。
前述の神奈川宿青木本陣鈴木源太左衛門家の墓所がある。

## 参考資料
- 日蓮宗寺院大鑑編集委員会『宗祖第七百遠忌記念出版 日蓮宗寺院大鑑』大本山池上本門寺 (1981年)
- 『神奈川区史』
- 「神奈川宿 青木町 浄瀧寺」『新編武蔵風土記稿』 巻ノ70橘樹郡ノ13、内務省地理局、1884年6月。NDLJP:763985/24。